# Gamel (recipiënt voor voedingswaren)

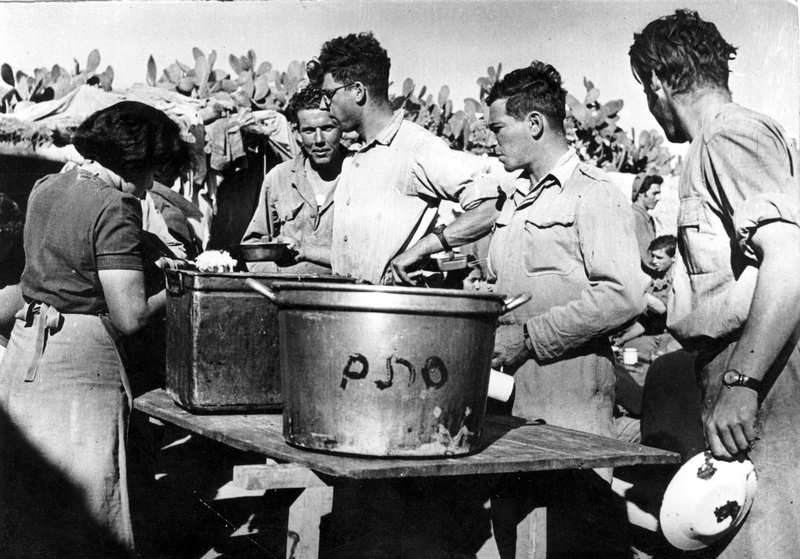
Gamel

Een gamel is een al dan niet gesloten bak(je) van RVS of aluminium, dat in het leger en bij de jeugdbeweging gebruikt wordt. Gamellen bestaan in verschillende groottes, variërend van zo'n 1,23 tot 50 liter.
De kleine modellen (van minder dan 2 liter) zijn (meestal) open, rechthoekige bakjes die als bord, eetbakje of pannetje worden gebruikt. Ze zijn meestal van aluminium gemaakt en kunnen als recipiënt voor een bereide maaltijd of soep worden gebruikt, maar ook als een kookketel rechtstreeks op een vuur geplaatst worden. 
De grotere modellen (van meer dan 2 liter) zijn gesloten, vaak ronde, containers van roestvast staal om voedsel warm te houden. 
De grotere ronde gamellen zijn ontworpen met het oog op efficiëntie en veelzijdigheid in situaties waar grotere hoeveelheden voedsel moeten worden bereid en warm gehouden, zoals tijdens veldtrainingen, kampen, of andere groepsactiviteiten. De ronde vorm vergemakkelijkt niet alleen het roeren en mengen van ingrediënten tijdens het kookproces, maar draagt ook bij aan een gelijkmatige warmteverdeling, waardoor de gerechten consistent worden bereid.
De deksels van deze grotere gamellen spelen een cruciale rol bij het behouden van warmte en het op peil houden van de temperatuur van de maaltijden. Ze zijn vaak voorzien van stevige handgrepen, waardoor ze gemakkelijk te openen en sluiten zijn, zelfs in omstandigheden waar handschoenen worden gedragen.
Daarnaast zijn deze grotere gamellen doorgaans uitgerust met handvatten aan de zijkanten, waardoor ze gemakkelijk te dragen zijn, zelfs wanneer ze gevuld zijn met warm voedsel. Dit draagt bij aan de draagbaarheid en maakt het transport van de keuken naar de eetlocatie praktisch en efficiënt.